# Morgan Freeman

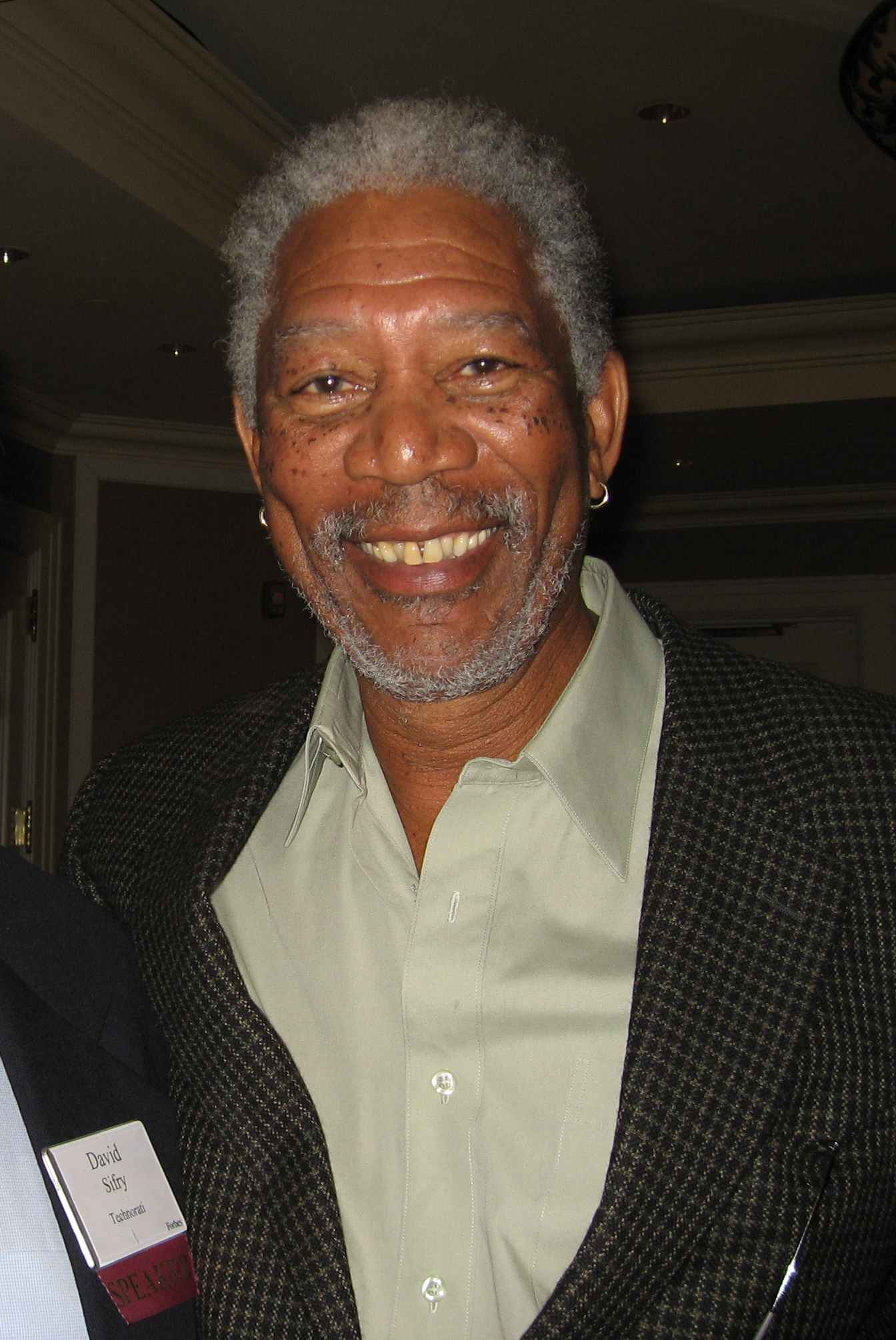
Morgan Freeman (2006)

Morgan Freeman (* 1. Juni 1937 in Memphis, Tennessee) ist ein US-amerikanischer Schauspieler, Moderator, Regisseur und Produzent. Nachdem er gegen Ende der 1980er-Jahre durch Filme wie Miss Daisy und ihr Chauffeur erstmals einem größeren Publikum bekannt geworden war, spielte er in bekannten Filmen wie Erbarmungslos, Die Verurteilten, Sieben, Bruce Allmächtig und The Dark Knight. Für seine Darstellung in Million Dollar Baby (2004) wurde er mit dem Oscar als Bester Nebendarsteller ausgezeichnet, daneben erhielt er unter anderem den Golden Globe Award, den Kennedy-Preis und den AFI Life Achievement Award.

## Leben
Freeman wuchs in Chicago und Los Angeles auf. Dort besuchte er ein Community College. Er diente ab 1955 vier Jahre lang als Mechaniker bei der US-Luftwaffe.
2008 brach er sich bei einem Autounfall im US-Bundesstaat Mississippi einen Arm und einen Ellbogen, außerdem trug er eine Schulterverletzung davon.
Er besitzt eine Privatpilotenlizenz und mehrere Flugzeuge, darunter eine Cessna 414, eine Cessna Citation 501 SP und eine Emivest Aerospace SJ30 (Stand 2010). Er ließ sich einen Flug ins All mit dem Space Ship Two von Virgin Galactic reservieren.
Im Juli 2012 spendete er eine Million Dollar für das Super-PAC „Priorities USA Action“, eine Lobbygruppe, die sich für die Wiederwahl Barack Obamas einsetzte. Freeman begründete die Spende damit, dass „Obama in dieser historisch schwierigen Zeit außerordentliche Arbeit geleistet habe“.
Freeman, der zweimal geschieden wurde, hat vier Kinder.

## Karriere

### Anfänge und Durchbruch
Freeman spielte bereits als Kind in Schulaufführungen und gewann im Alter von 12 Jahren einen überregionalen Schauspielwettbewerb.
Am Theater Pasadena Playhouse gab er Anfang der 1960er in dem Stück The Niggerlovers sein Bühnendebüt. Kurze Zeit später war er in einer afroamerikanischen Version des Erfolgsmusicals Hello, Dolly! zu sehen. Landesweit bekannt wurde Freeman 1971 mit der TV-Sendung The Electric Company, in der er bis 1977 den „Easy Reader“ verkörperte.
Für seine darstellerischen Leistungen in den Bühnenstücken Mutter Courage und ihre Kinder, The Gospel at Colonus, Coriolanus und Miss Daisy und ihr Chauffeur erhielt er in den 1980er Jahren vier Obie Awards. Das Broadway-Musical The Mighty Gents brachte ihm einen Drama Desk Award und eine Tony-Nominierung ein. 1980 war er in Stuart Rosenbergs Brubaker, 1981 in Peter Yates’ Der Augenzeuge und Malcolm X – Tod eines Propheten (Death of a Prophet) zu sehen. Für den Film Glitzernder Asphalt erhielt er 1987 eine Oscar-Nominierung. 1989 gelang Morgan Freeman mit Miss Daisy und ihr Chauffeur der internationale Durchbruch. Die Rolle des Chauffeurs der alten Miss Daisy, die ihm erneut eine Oscar-Nominierung einbrachte, hatte er zuvor bereits am Theater gespielt.

### 1990 bis heute

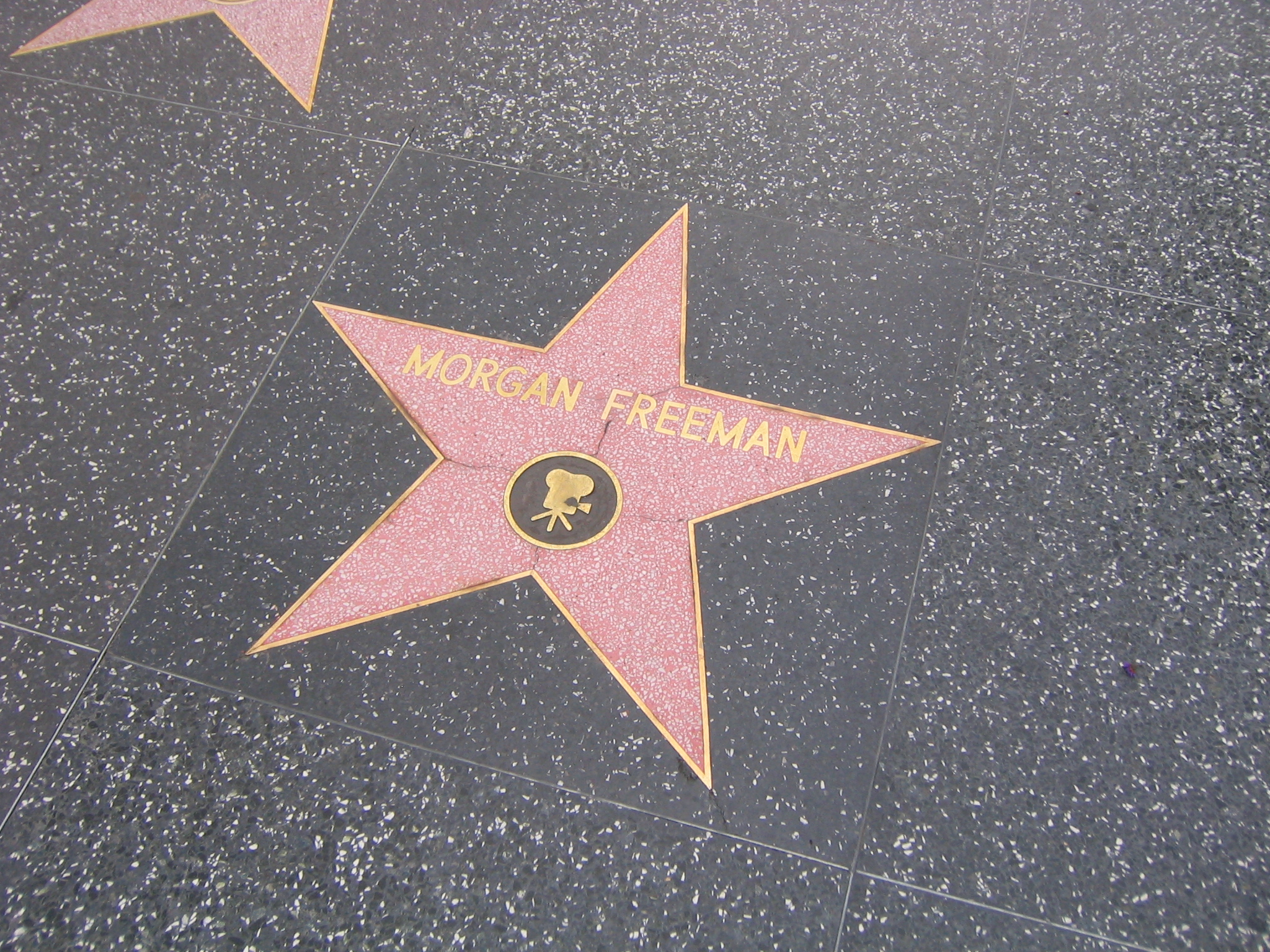
Morgan Freemans Stern auf dem Hollywood Walk of Fame

In den folgenden Jahren wirkte er in zahlreichen Filmen mit, darunter das Bürgerkriegsdrama Glory, die Satire Fegefeuer der Eitelkeiten, der Abenteuerfilm Robin Hood – König der Diebe und der Spätwestern Erbarmungslos. 1993 führte er erstmals Regie bei dem Film Bopha! – Kampf um Freiheit, der sich mit der Apartheid in Südafrika beschäftigt, ein Thema, an dem er schon ein Jahr zuvor in dem Film Im Glanz der Sonne zusammen mit Stephen Dorff arbeitete. 1994 war Freeman neben Tim Robbins in der Stephen-King-Verfilmung Die Verurteilten zu sehen und erhielt seine dritte Oscar-Nominierung als bester Hauptdarsteller. Ein Jahr später übernahm er Rollen in Wolfgang Petersens Outbreak – Lautlose Killer und dem Thriller Sieben von David Fincher. 1997 drehte er unter der Regie von Steven Spielberg das Drama Amistad – Das Sklavenschiff und den Katastrophenfilm Deep Impact.
Zu weiteren Filmen zählen Der Anschlag, Dreamcatcher sowie die Komödien Bruce Allmächtig und Evan Allmächtig, in denen er als Gott zu sehen ist. Für Clint Eastwoods Film Million Dollar Baby wurde er 2005 als bester Nebendarsteller mit dem Oscar ausgezeichnet. Außerdem war er in den neueren Batman-Verfilmungen Batman Begins, The Dark Knight und The Dark Knight Rises als Lucius Fox zu sehen, ein wichtiger Verbündeter des Titelhelden.
Ein häufig wiederkehrendes Thema seiner Filme sind die Rechte der Schwarzen und deren Unterdrückung (u. a. Im Glanz der Sonne, Malcolm X – Tod eines Propheten, Miss Daisy und ihr Chauffeur, Bopha! – Kampf um Freiheit, Amistad – Das Sklavenschiff). 2009 porträtierte er in Clint Eastwoods Drama Invictus – Unbezwungen den früheren südafrikanischen Präsidenten und Anti-Apartheid-Kämpfer Nelson Mandela. 1990 sprach er in der englischsprachigen Originalfassung der Fernsehserie Der Amerikanische Bürgerkrieg die Zitate des ehemaligen Sklaven und späteren Abolitionisten Frederick Douglass nach.
Zusammen mit einem Freund und Geschäftspartner betreibt Freeman den Bluesclub Ground Zero. Das ebenfalls gemeinsam betriebene Restaurant Madidi in Clarksdale (Mississippi) wurde 2012 nach zehnjährigem Bestehen geschlossen.
Von 2010 bis 2017 war er als ausführender Produzent, Moderator und Sprecher der Dokumentarserie Morgan Freeman: Mysterien des Weltalls tätig. Die Sendereihe befasst sich mit den Geheimnissen des Universums.

Im Mai 2012 gab es bei der Aktionärsversammlung von Time Warner eine Beschwerde darüber, dass Freeman während eines Promo-Auftritts für den Film The Dark Knight Rises der Tea-Party-Bewegung Rassismus vorgeworfen hatte. Angeblich habe das den kommerziellen Erfolg des Films Mein Freund, der Delfin geschmälert. Der klagende Aktionär leitet einen konservativen Thinktank. Der Vorstand des Filmkonzerns lehnte es ab, Freeman zu maßregeln.
Am 20. November 2022 trat Freeman im Rahmen der Eröffnungsfeier der FIFA Fußball-WM in Katar auf.

## Synchronstimme
Von Die Verurteilten bis A Good Person wurde Freeman abwechselnd von Klaus Sonnenschein († 2019) und Jürgen Kluckert († 2023) synchronisiert. Andere Sprecher waren auch Reinhard Brock († 2013) (Bruce Allmächtig und Evan Allmächtig) oder Helmut Krauss († 2019). 2023 war in Special Ops: Lioness erstmals Douglas Welbat als Synchronstimme zu hören.

## Filmografie

### Darsteller
- 1964: Der Pfandleiher (The Pawnbroker)
- 1966: A Man Called Adam
- 1968: Als das Licht ausging (Where Were You When the Lights Went Out?)
- 1971–1977: The Electric Company (Fernsehserie)
- 1971: Who Says I Can’t Ride a Rainbow!
- 1973: Blade – Der Kontrabulle (Blade)
- 1974: Out to Lunch (Fernsehkurzfilm)
- 1978: Roll of Thunder, Hear My Cry (Fernsehfilm)
- 1978: Visions: Charlie Smith and the Fritter Tree (Fernsehserie, eine Folge)
- 1979: Coriolanus
- 1979: Julius Caesar (Kurzfilm)
- 1979: Hollow Image (Fernsehfilm)
- 1980: Attica – Revolte hinter Gittern (Fernsehfilm)
- 1980: Brubaker
- 1981: Malcolm X – Tod eines Propheten (Death of a Prophet, Fernsehkurzfilm)
- 1981: Der Augenzeuge (Eyewitness)
- 1981: Ryan’s Hope (Fernsehserie)
- 1981: Liebe ist meine stärkste Waffe (The Marva Collins Story, Fernsehfilm)
- 1982–1984: Another World: Bay City (Fernsehserie)
- 1984: Harry & Sohn (Harry & Son)
- 1984: Die Aufsässigen (Teachers)
- 1985: The Gospel at Colonus (Fernsehfilm)
- 1985: The Atlanta Child Murders (Fernsehserie)
- 1985: Marie – Eine wahre Geschichte (Marie)
- 1985: Jungs außer Kontrolle (That Was Then… This Is Now)
- 1985: Unbekannte Dimensionen (The Twilight Zone, Fernsehserie)
- 1985: Protokoll einer Hinrichtung (The Execution of Raymond Graham, Fernsehfilm)
- 1986: Letzte Ruhe (Resting Place, Fernsehfilm)
- 1987: Glitzernder Asphalt (Street Smart)
- 1987: An einem Freitagabend (Fight for Life, Fernsehfilm)
- 1988: Tropic War (Clinton and Nadine, Fernsehfilm)
- 1988: Süchtig (Clean and Sober)
- 1989: Der knallharte Prinzipal (Lean on Me)
- 1989: Johnny Handsome – Der schöne Johnny (Johnny Handsome)
- 1989: Miss Daisy und ihr Chauffeur (Driving Miss Daisy)
- 1989: Glory
- 1990: Fegefeuer der Eitelkeiten (The Bonfire of the Vanities)
- 1991: Robin Hood – König der Diebe (Robin Hood: Prince of Thieves)
- 1992: Im Glanz der Sonne (The Power of One)
- 1992: Erbarmungslos (Unforgiven)
- 1994: Die Verurteilten (The Shawshank Redemption)
- 1995: Outbreak – Lautlose Killer (Outbreak)
- 1995: Sieben (Se7en)
- 1996: Moll Flanders
- 1996: Außer Kontrolle (Chain Reaction)
- 1997: … denn zum Küssen sind sie da (Kiss the Girls)
- 1997: Amistad
- 1998: Hard Rain
- 1998: Deep Impact
- 2000: Nurse Betty
- 2000: Under Suspicion – Mörderisches Spiel (Under Suspicion)
- 2001: Im Netz der Spinne (Along Came a Spider)
- 2002: High Crimes – Im Netz der Lügen (High Crimes)
- 2002: Der Anschlag (The Sum of All Fears)
- 2003: Freedom: A History of Us (Fernsehserie)
- 2003: Levity
- 2003: Dreamcatcher
- 2003: Bruce Allmächtig (Bruce Almighty)
- 2003: Guilty by Association
- 2004: Hawaii Crime Story (The Big Bounce)
- 2004: Million Dollar Baby
- 2005: Die Reise der Pinguine (La marche de l’empereur, Stimme)
- 2005: Unleashed – Entfesselt (Danny the Dog)
- 2005: Batman Begins
- 2005: Krieg der Welten (War of the Worlds, Stimme)
- 2005: Ein ungezähmtes Leben (An Unfinished Life)
- 2005: Edison – Stadt des Verbrechens
- 2006: Lucky Number Slevin
- 2006: 10 Items or Less – Du bist wen du triffst (10 Items or Less)
- 2006: The Contract
- 2007: Evan Allmächtig (Evan Almighty)
- 2007: Gone Baby Gone – Kein Kinderspiel (Gone Baby Gone)
- 2007: Zauber der Liebe (Feast of Love)
- 2007: Das Beste kommt zum Schluss (The Bucket List)
- 2008: Wanted
- 2008: The Dark Knight
- 2008: A Raisin in the Sun (Fernsehfilm, Stimme)
- 2009: Invictus – Unbezwungen (Invictus)
- 2009: The Code – Vertraue keinem Dieb (Thick as Thieves)
- 2009: Bruchreif (The Maiden Heist)
- 2010: R.E.D. – Älter, Härter, Besser (RED – Retired. Extremely Dangerous)
- 2010–2017: Morgan Freeman: Mysterien des Weltalls (Through the Wormhole with Morgan Freeman, Doku-Serie)
- 2011: Conan (als Erzähler)
- 2011: Mein Freund, der Delfin (Dolphin Tale)
- 2012: The Dark Knight Rises
- 2012: The Magic of Belle Isle – Ein verzauberter Sommer (The Magic of Belle Isle)
- 2013: Oblivion
- 2013: Olympus Has Fallen – Die Welt in Gefahr (Olympus Has Fallen)
- 2013: Die Unfassbaren – Now You See Me (Now You See Me)
- 2013: Last Vegas
- 2014: The LEGO Movie (Stimme von Vitruvius)
- 2014: Transcendence
- 2014: Lucy
- 2014: Mein Freund, der Delfin 2 (Dolphin Tale 2)
- 2014: Ruth & Alex – Verliebt in New York (5 Flights Up)
- 2015: Momentum
- 2015: Last Knights – Die Ritter des 7. Ordens (Last Knights)
- 2015: Ted 2
- 2016: London Has Fallen
- 2016: Die Unfassbaren 2 (Now You See Me 2)
- 2016: Ben Hur
- 2017: Abgang mit Stil (Going In Style)
- 2017: Das ist erst der Anfang (Just Getting Started)
- 2018: Der Nussknacker und die vier Reiche (The Nutcracker and the Four Realms)
- 2018: Brian Banks
- 2019: Angel Has Fallen
- 2019: The Poison Rose
- 2020: Kings of Hollywood (The Comeback Trail)
- 2021: Der Prinz aus Zamunda 2 (Coming 2 America)
- 2021: Vanquish
- 2021: Killer’s Bodyguard 2 (The Hitman’s Wife’s Bodyguard)
- 2021: Rita Moreno: Just a Girl Who Decided to Go for It (Dokumentarfilm)
- 2022: Paradise Highway
- 2022: The Minute you wake up dead
- 2023: The Ritual Killer
- 2023: A Good Person
- seit 2023: Special Ops: Lioness (Fernsehserie)
- 2023: 57 Seconds
- 2024: My Dead Friend Zoe
- 2024: Gunner

### Executive Producer
- 1999: Meuterei in Port Chicago (Mutiny) (Fernsehfilm)
- 2000: Under Suspicion – Mörderisches Spiel (Under Suspicion)
- 2001: Im Netz der Spinne (Along Came a Spider)
- 2003: Levity
- 2006: 10 Items or Less – Du bist wen du triffst (10 Items or Lese)
- 2010–2017: Morgan Freeman: Mysterien des Weltalls (Through the Wormhole with Morgan Freeman)
- 2014–2019: Madam Secretary (Fernsehserie)
- seit 2016: Morgan Freeman’s Story of God (The Story of God with Morgan Freeman, Dokumentationsserie)

### Regisseur
- 1993: Bopha! – Kampf um Freiheit (Bopha!)

## Auszeichnungen und Nominierungen (Auswahl)
|      | Ergebnis  | Kategorie                                                             | Film                         | Award                              |
| ---- | --------- | --------------------------------------------------------------------- | ---------------------------- | ---------------------------------- |
| 1988 | Nominiert | Best Actor in a Supporting Role                                       | Glitzernder Asphalt          | Academy Awards                     |
| 1988 | Nominiert | Best Performance by an Actor in a Supporting Role in a Motion Picture | Glitzernder Asphalt          | Golden Globes                      |
| 1990 | Nominiert | Best Actor in a Leading Role                                          | Miss Daisy und ihr Chauffeur | Academy Awards                     |
| 1990 | Gewonnen  | Best Performance by an Actor in a Motion Picture – Comedy or Musical  | Miss Daisy und ihr Chauffeur | Golden Globes                      |
| 1990 | Nominiert | Funniest Actor in a Motion Picture (Leading Role)                     | Miss Daisy und ihr Chauffeur | American Comedy Awards             |
| 1990 | Gewonnen  | Best Acting Team                                                      | Miss Daisy und ihr Chauffeur | Berlin International Film Festival |
| 1995 | Nominiert | Best Actor in a Leading Role                                          | Die Verurteilten             | Academy Awards                     |
| 1995 | Nominiert | Best Performance by an Actor in a Motion Picture – Drama              | Die Verurteilten             | Golden Globes                      |
| 1995 | Nominiert | Outstanding Performance by a Male Actor in a Leading Role             | Die Verurteilten             | Screen Actors Guild Awards         |
| 2001 | Nominiert | Best Performance by an Actor in a Supporting Role, Comedy or Musical  | Nurse Betty                  | Satellite Awards                   |
| 2003 | Nominiert | Choice Movie Chemistry                                                | Bruce Allmächtig             | Teen Choice Awards                 |
| 2003 | Gewonnen  | Star on the Walk of Fame (Motion Picture)                             |                              | Hollywood Walk of Fame             |
| 2004 | Nominiert | Outstanding Supporting Actor in a Box Office Movie                    | Bruce Allmächtig             | BET Comedy Awards                  |
| 2005 | Gewonnen  | Best Performance by an Actor in a Supporting Role                     | Million Dollar Baby          | Academy Awards                     |
| 2005 | Nominiert | Best Performance by an Actor in a Supporting Role in a Motion Picture | Million Dollar Baby          | Golden Globes                      |
| 2005 | Gewonnen  | Outstanding Performance by a Male Actor in a Supporting Role          | Million Dollar Baby          | Screen Actors Guild Awards         |
| 2005 | Nominiert | Outstanding Performance by a Cast in a Motion Picture                 | Million Dollar Baby          | Screen Actors Guild Awards         |
| 2009 | Gewonnen  | Favorite Cast                                                         | The Dark Knight              | People’s Choice Awards             |
| 2010 | Nominiert | Best Performance by an Actor in a Leading Role                        | Invictus – Unbezwungen       | Academy Awards                     |
| 2010 | Nominiert | Best Performance by an Actor in a Motion Picture – Drama              | Invictus – Unbezwungen       | Golden Globes                      |
| 2010 | Nominiert | Outstanding Performance by a Male Actor in a Leading Role             | Invictus – Unbezwungen       | Screen Actors Guild Awards         |
| 2012 | Gewonnen  | Favorite Movie Icon                                                   |                              | People’s Choice Awards             |
| 2015 | Gewonnen  | Best Vocal Ensemble in a Feature Film                                 | The Lego Movie               | Behind the Voice Actors Awards     |
| 2015 | Nominiert | Best Male Vocal Performance in a Feature Film in a Supporting Role    | The Lego Movie               | Behind the Voice Actors Awards     |
| 2015 | Nominiert | Best Vocal Ensemble in a Feature Film                                 | The Lego Movie               | Behind the Voice Actors Awards     |

- 2009: Golden Icon Award des Zurich Film Festival für das Lebenswerk
- 2011: AFI Life Achievement Award